# Talara bombycia
Talara bombycia là một loài bướm đêm thuộc phân họ Arctiinae, họ Erebidae.